# Mörksömmad barksvartbagge
Mörksömmad barksvartbagge (Corticeus suturalis) är en skalbaggsart som först beskrevs av Gustaf von Paykull 1800.  Mörksömmad barksvartbagge ingår i släktet Corticeus, och familjen svartbaggar. Enligt den svenska rödlistan är arten nära hotad i Sverige. Arten förekommer i Götaland, Svealand, Nedre Norrland och Övre Norrland. Artens livsmiljö är skogslandskap.